# علی شعاعی
علی شعاعی (۱۳۲۷ – ۱۳۸۴) تهیه‌کننده مدیر تولید، نویسنده و بازیگر سینما و تلویزیون اهل ایران بود.

## زندگی‌نامه
علیرضا شعاعی متولد ۱۳۲۷ در تهران بود و از سال ۱۳۵۱ فعالیت هنری خود را آغاز کرد و در فیلم‌هایی چون «پوتین»، «فرار»، «تشریفات»، «شیلات»، «ماموریت»، «گمشدگان»، «شهر خاکستری»، «خاک خون» و نیز سریال‌هایی چون «جستجو» و «سبز زخمی» در سمت‌های گوناگونی چون تهیه‌کننده، مدیر تولید، نویسنده و بازیگر به فعالیت پرداخت.
«آسمان پرستاره» آخرین کار او در زمینه تهیه‌کنندگی بود، ضمن اینکه برای آخرین بار در سریال «تلفن مشترک» به کارگردانی خسرو ملکان جلو دوربین رفت.
مسعود عسگری از همکاران علیرضا شعاعی در گفت‌وگویی، ضمن اعلام این خبر افزود: مرحوم شعاعی، به هنگام بازی در یکی از سکانس‌های فیلم «پوتین» که در مناطق جنگی فیلمبرداری می‌شد وارد چاله‌ای پر از آب شد که بعد از مدتی مشخص شد آب آلوده به مواد شیمیایی ناشی از جنگ بوده‌است و از آن پس دچار عوارض شیمیایی شد. وی بر اثر عوارض شیمیایی در بیمارستان ۵۰۱ ارتش درگذشت.

## فیلم‌شناسی

### بازیگر
- ۱ - پوتین (۱۳۷۰)
- ۲ - شهر خاکستری (۱۳۶۹)
- ۳ - گمشدگان (۱۳۶۶)
- ۴ - مأموریت (۱۳۶۵)
- ۵ - تشریفات (۱۳۶۴)
- ۶ - فرار (۱۳۶۳)
- ۷ - تفنگدار (۱۳۶۲)
- ۸ - شیلات (۱۳۶۲)
- ۹ - فصل خون (۱۳۶۰)
- ۱۰ - پرواز در قفس (۱۳۵۷)
- ۱۱ - جمعه (۱۳۵۶)
- ۱۲ - چلچراغ (۱۳۵۵)
- ۱۳ - یاور (۱۳۵۳)
- ۱۴ - مردها و نامردها (۱۳۵۲)

### تهیه‌کننده
- ۱ - پادزهر (۱۳۷۲)
- ۲ - شقایق (۱۳۷۰)
- ۳ - زرد قناری (۱۳۶۷)

### مدیر تولید
- ۱ - آسمان پرستاره (۱۳۷۸)
- ۲ - ماه پیشونی (۱۳۷۴)
- ۳ - پادزهر (۱۳۷۲)

- عشق کافی نیست (۱۳۷۷ دستیار تولید)
- لاک‌پشت (۱۳۷۵ جانشین مدیر تولید)